# Samuel Green
Samuel Green (* September 1740 in Wheatley; † 14. September 1796) war ein englischer Orgelbauer.

## Leben
Green wurde 1740 in Wheatley bei Oxford geboren und am 21. September 1740 in der Kirche von Wheatley getauft. Sein Vater war der Schnapsbrenner Henry Green, seine Mutter Mary Green. Green begann 1754 eine Lehre bei George Pyke, einem Uhrmacher und Orgelbauer. Nach Ende seiner Ausbildung 1761 arbeitete er mit John Byfield in Partnerschaft. 1772 heiratete er Sarah Norten, die Tochter von Eardley Norton. Aus der Ehe gingen zwei Töchter, Sarah und Elizabeth, hervor. 1789 zog Green nach Isleworth um. Er starb am 14. September 1796 im Alter von 56 Jahren.
Die Werkstatt wurde zunächst von seiner Frau Sarah fortgeführt, ab 1799 von Benjamin Blyth als Green & Blyth. Sie bestand bis zum Tode von Blyths Sohn 1847 fort.

## Werkliste (Auswahl)
| Jahr | Ort       | Kirche                               | Bild | Manuale | Register | Bemerkungen                                                                    |
| ---- | --------- | ------------------------------------ | ---- | ------- | -------- | ------------------------------------------------------------------------------ |
| 1772 | Sleaford  | St. Denys Church                     |      |         |          | 1891 verkauft.                                                                 |
| 1789 | Greenwich | Chapel of Saint Peter and Saint Paul |      | III     | 38       | 1980 von Norman & Beard Hill vergrößert und 1997 durch David Wells restauriert |
| 1790 | Lichfield | Lichfield Cathedral                  |      | III     |          | 1861 nach St John the Baptist in Armitage verkauft; größtenteils erhalten.     |